# Telmatoscopus kalabakensis
Telmatoscopus kalabakensis är en tvåvingeart som beskrevs av Quate 1962. Telmatoscopus kalabakensis ingår i släktet Telmatoscopus och familjen fjärilsmyggor. Inga underarter finns listade i Catalogue of Life.